# Madona roudnická
Madona roudnická je dílem Mistra Třeboňského oltáře z doby asi mezi lety 1385-1390. Pochází z kláštera augustiniánů-kanovníků v Roudnici nad Labem nebo z tamního arcibiskupského letního sídla Jana z Jenštejna. Od roku 1946 je obraz vystaven ve stálé expozici středověkého umění v Národní galerii v Praze. Madona roudnická je považována za jedno z vrcholných děl tzv. krásného slohu.

## Historie obrazu
Obraz je malován temperou na desce z lipového dřeva, pokryté plátnem a křídovým podkladem, s rytou kresbou. Velikost, včetně původního rámu, je 90 x 68 cm. V 18. století byl celý obraz přemalován a na ploše původní zlaté spony Mariina pláště byl vyhlouben otvor pro relikvii. Zřejmě ukrýval část Mariina pláště potřísněného Kristovou krví (peplum cruentatum).
Na gotický původ obrazu upozornil roku 1925 Karel Chytil, který podle fotografického snímku nalezl korunu a puncování  a roku 1946 Pavel Kropáček, který objevil na rentgenovém snímku rytou kresbu z doby kolem roku 1400.  Roku 1946 byl obraz restaurován a po odstranění mladších přemaleb byla odkryta téměř neporušená původní gotická malba a opraveno zlacení. 

## Ikonografie a slohové zařazení
Půvabné tváře a kompoziční spojení matky s dítětem, které se k ní obrací a vztahuje ruce, jsou zobrazením citu a mateřské lásky. Měkká šerosvitná modelace, formální vytříbenost, pojetí drapérie a jasná zářivá barevnost obrazu představují jednu z nejhodnotnějších ukázek krásného slohu.
Nahota dětského Ježíše je odrazem dobové zvýšené úcty k eucharistii. Korunovaná Panna Marie podávající tělo malého Ježíška je metaforou Církve podávající věřícím Tělo Kristovo během mešního obřadu svatého přijímání. Madona roudnická také patří mezi nejstarší vyobrazení dětských genitálií.

## Příbuzná díla
Roudnická Madona, která je dílem Mistra Třeboňského oltáře, představuje nejpopulárnější typ české milostné Madony, který byl později často kopírován. Z ikonografie roudnické Madony vychází mladší Madona vyšebrodská a Madona z kostela sv. Trojice v Českých Budějovicích. Malířské pojetí roudnické Madony má těsný vztah k postavě sv. Kateřiny z Třeboňského oltáře a také k raným sochařským dílům krásného slohu (Plzeňská madona, Madona altenmarktská). Madona roudnická svým relikviářem na místě spony pláště také navazuje na starší tradici relikviářových obrazů jako jsou např. obrazy z Kaple svatého Kříže na Karlštejně.

### Výběr příbuzných děl
- Madona svatotrojická, České Budějovice[9]
- Madona vyšebrodská[10]
- Madona krumlovská (po 1450, Národní galerie v Praze)[11]
- Madona z katedrály sv. Jana Křtitele ve Vratislavi[zdroj?]

### Periodika
- KOŘÁN, Ivo; JAKUBOWSKI, Zbigniew. Byzantské vlivy na počátky české malby gotické a roudnická Madona v Krakově. Umění. 1976, roč. 24, s. 218–246.
- PEŠINA, Jaroslav. Prolegomena k reedici Korpusu české deskové malby gotické 1340-1415. Umění. 1984, roč. 32, s. 306–317.
- KOŘÁN, Ivo. Život našich gotických Madon. Umění. 1989, roč. 37, s. 193–220.